# 柏林市政府
柏林市政府（德語：Berliner Senat）是作为德国一个州的柏林市的行政管理机关，根据《柏林宪法》，柏林市政府包括市长和市长任命的10位部长，其中两位是副市长。市政府在红色市政厅每周开会一次。